# ピアンカスタニャーイオ
ピアンカスタニャーイオ (伊: Piancastagnaio) は、イタリア共和国トスカーナ州シエーナ県にある、人口約3,900人の基礎自治体（コムーネ）。

## 地理

### 位置・広がり

#### 隣接コムーネ
隣接するコムーネは以下の通り。括弧内のGRはグロッセート県、VTはヴィテルボ県所属を示す。
- アッバディーア・サン・サルヴァトーレ
- カステッラッツァーラ (GR)
- プロチェーノ (VT)
- サン・カシャーノ・デイ・バーニ
- サンタ・フィオーラ (GR)

### 気候分類・地震分類
ピアンカスタニャーイオにおけるイタリアの気候分類 (it) および度日は、zona E, 2629 GGである。
また、イタリアの地震リスク階級 (it) では、zona 2 (sismicità media) に分類される。